# Lijst van gebedshuizen in Venlo (gemeente)
Deze (incomplete) lijst bevat een overzicht van de gebedshuizen in de gemeente Venlo.
Voor de (veld)kapellen in de gemeente Venlo, zie de Lijst van weg- en veldkapellen in Venlo
| Kerk                                      | Adres                                                | Stadsdeel                    | Oorspronkelijke functie | Denominatie/gewijd aan                                          | Status                                                   | Bouwjaar, architect, bijzonderheden | Foto |
| ----------------------------------------- | ---------------------------------------------------- | ---------------------------- | ----------------------- | --------------------------------------------------------------- | -------------------------------------------------------- | --- | ---- |
| Sint-Martinusbasiliek                     | Grote Kerkstraat 40                                  | Rosariumbuurt, Venlo         | Rooms-Katholieke Kerk   | Rooms-Katholieke Kerk; Martinus van Tours                       | Rijksmonument 37159                                      | ca. 1410-1610; architect: meester Dries (1411-1419), meester Gerard (vanaf 1419), Pierre Cuypers, Jules Kayser; in 2018 verheven tot basiliek, eerste kerk zou stammen uit 760(!) |      |
| Sint-Joriskerk                            | Sint Jorisstraat 16                                  | Rosariumbuurt, Venlo         | Rooms-Katholieke Kerk   | Nederlandse Hervormde Kerk; Joris van Cappadocië                | Rijksmonument 37162                                      | 1509 (Gasthuiskapel)/1718 (uitbreiding); architect: Pleun van Bolnes; 1632-1637 en 1702> protestantse gemeente                                                                    |      |
| Heilig Hartkerk                           | Veldenseweg 2                                        | Meeuwbeemd, Venlo            | Rooms-Katholieke Kerk   | Rooms-Katholieke Kerk; Heilig Hart van Jezus                    | Rijksmonument 524759                                     | 1921-1926; architect: Jules Kayser; in 2019 uit eredienst onttrokken |      |
| Heilige Geestkerk                         | Hoek Jodenstraat (Venlo)/Heilige Geeststraat (Venlo) | Venlo                        | Rooms-Katholieke Kerk   | Rooms-Katholieke Kerk; Norbertinessen, later Augustinessen      | verdwenen                                                | 760 (voorloper Sint-Martinusbasiliek?/1360; architect: onbekend; 1966-1985 in wijk Vinckenbosje noodkerk met dezelfde naam (in de jaren 90 gesloopt)                              |      |
| Heilige-Familiekerk                       | Belletablestraat 21                                  | Hogekamp, Venlo              | Rooms-Katholieke Kerk   | Rooms-Katholieke Kerk; Aartsbroederschap van de Heilige Familie | Rijksmonument 524738                                     | 1939; architect: Alexander Kropholler/Frans Stoks; zuidtoren |      |
| Sint-Jacobskerk                           | Hoek Maasschriksel/Helschriksel                      | Q4, Venlo                    | Rooms-Katholieke Kerk   | Rooms-Katholieke Kerk; Jakobus de Meerdere                      | Rijksmonument 37164                                      | 15e eeuw; architect: onbekend; Mariabeeldje in hoeksteunbeer, tegenwoordig een woon-/kantorencomplex                                                                              |      |
| Minderbroederskerk                        | Minderbroedersstraat 2                               | Rosariumbuurt, Venlo         | Rooms-Katholieke Kerk   | Rooms-Katholieke Kerk; Jongerenkerk Venlo                       | Rijksmonument 37166                                      | 1617; architect: onbekend; wereldse diensten/vrouwen achter het altaar |      |
| Onze-Lieve-Vrouw Onbevlekt Ontvangenkerk  | Sinselveldstraat 35                                  | Sinselveld, Venlo            | Rooms-Katholieke Kerk   | Rooms-Katholieke Kerk; Onbevlekte Ontvangenis van Maria         | Rijksmonument 37172                                      | 1913-1914; architect: Pierre Cuypers; oorlogsschade door Frans Stoks gerestaureerd                                                                                                |      |
| Oude Sint-Nicolaaskerk                    | Hoek Klaasstraat/Nieuwstraat                         | Kloosterkwartier, Venlo      | Rooms-Katholieke Kerk   | Rooms-Katholieke Kerk; Nicolaas van Myra                        | verdwenen                                                | 1344; architect: onbekend; gebouwd in opdracht van het Venlose Schippersgilde |      |
| Nieuwe Sint-Nicolaaskerk                  | Bisschop Hoensbroekstraat                            | Meeuwbeemd. Venlo            | Rooms-Katholieke Kerk   | Rooms-Katholieke Kerk; Nicolaas van Myra                        | Uit eredienst onttrokken; voorgedragen als Rijksmonument | 1961; architect: Joost van der Grinten; losstaande Klokkenstoel |      |
| Oude Sint-Michaëlkerk                     | Straelseweg                                          | 't Ven, Venlo                | Rooms-Katholieke Kerk   | Rooms-Katholieke Kerk; Michaël (aartsengel)                     | Vervangen door nieuwbouw                                 | 1966; architect: Carel van Hest & Kimmel; helde naar lithurgisch centrum toe af                                                                                                   |      |
| Nieuwe Sint-Michaëlkerk                   | Pastoor Kierkelsplein 16                             | 't Ven, Venlo                | Rooms-Katholieke Kerk   | Rooms-Katholieke Kerk; Michaël (aartsengel)                     | Onderdeel van Huis van de Wijk 't Ven                    | 2007; architect: Jan de Kok; tevens in gebruik door Pinksterbeweging |      |
| Sint-Lambertuskerk                        | Smeliënstraat 31                                     | Smeliënkamp, Blerick         | Rooms-Katholieke Kerk   | Rooms-Katholieke Kerk; Lambertus van Maastricht                 | 2012 uit eredienst onttrokken, 2017 gezondheidscentrum   | 1934; architect: Jacq Grubben |      |
| Johannes de Doperkerk of Jan de Doperkerk | Sint-Jansplein 51                                    | Smeliënkamp, Blerick         | Rooms-Katholieke Kerk   | Rooms-Katholieke Kerk; Johannes de Doper                        | In dienst                                                | 1973; architect: Jan Buschman; modernistische zaalkerk |      |
| Oude Sint-Antonius van Paduakerk          | Antoniuslaan 93                                      | Blerick-Centrum, Blerick     | Rooms-Katholieke Kerk   | Rooms-Katholieke Kerk; Antonius van Padua                       | Vervangen                                                | 1897-1899, architect: Caspar Franssen; door Duitsers opogeblazen in 1944 |      |
| Nieuwe Sint-Antonius van Paduakerk        | Antoniuslaan 93                                      | Blerick-Centrum, Blerick     | Rooms-Katholieke Kerk   | Rooms-Katholieke Kerk; Antonius van Padua                       | in dienst                                                | 1962; architect: Jozef Fanchamps & Titulaer; losstaande klokkentoren |      |
| Sint-Hubertuskerk                         | Sint-Hubertusplein 1                                 | Hazenkamp. Blerick           | Rooms-Katholieke Kerk   | Rooms-Katholieke Kerk; Hubertus van Luik                        | in gebruik door Pinkstergemeente                         | 1953; architect: Jan Ramaekers; wederopbouwarchitectuur |      |
| Maximiliaan Maria Kolbekerk               | Vossenerlaan 82                                      | Vossener, Blerick            | Rooms-Katholieke Kerk   | Rooms-Katholieke Kerk; Maximiliaan Kolbe                        | 2012 onttrokken aan eredienst                            | 1978-1982; architect: Jan Buschman; 2013 gesloopt |      |
| Het Baken                                 | Garnizoenweg 2                                       | Ubroek, Blerick              | Protestantisme          | Gereformeerden; Vrije Baptistengemeente/Bijbelgemeente          | 2010 gesloopt                                            | 1974; architect: Gerrit Steen; afgestoten vanwege diensten in Sint-Joriskerk |      |
| Sint-Martinuskerk                         | Kerkstraat 1                                         | Centrum, Tegelen             | Rooms-Katholieke Kerk   | Rooms-Katholieke Kerk; Martinus van Tours                       | Rijksmonument 34982                                      | 1899; architect: Caspar Franssen; eerste kerk +/- 720 |      |
| Sultan Ahmet Camii Moskee                 | Haandertstraat 16                                    | Windhond, Tegelen            | Islam                   | Islam, sultan Ahmed I                                           | In gebruik                                               | 1998; architect: Sevinsoy/Mabeg; Turkse Islamitische gemeenschap |      |
| Heilig Hart van Jezuskerk                 | Nachtegaalstraat 51                                  | Op de Heide, Tegelen         | Rooms-Katholieke Kerk   | Rooms-Katholieke Kerk; Heilig Hartverering                      | 2011 aan eredienst onttrokken                            | 1932; architect: Caspar & Joseph Franssen; fitnesscentrum |      |
| Sint-Josephkerk                           | Gulickstraat 2                                       | Sint Josephparochie, Tegelen | Rooms-Katholieke Kerk   | Rooms-Katholieke Kerk; Jozef van Nazareth                       | 2009 aan eredienst onttrokken                            | 1957; architect: G. Snelder; 2022 gesloopt |      |
| Elfath Moskee                             | De Breuken 7                                         | Nieuw-Steyl, Tegelen         | Islam                   | Islam; vrijheid                                                 | In gebruik                                               | 1989; architect: onbekend; Marokkaans-Islamitische gemeenschap in voormalige dependance Vijverhofschool                                                                           |      |
| Sint-Rochuskerk                           | Sint-Michaëlstraat                                   | Steyl, Tegelen               | Rooms-Katholieke Kerk   | Rooms-Katholieke Kerk; Rochus van Montpellier                   | Rijksmonument 34985                                      | 1859; architect: Frans Stoks; thans Limburgs Schutterij Museum |      |
| Onbevlekt Hart van Mariakerk              | Heymansstraat 140                                    | Boekend, Blerick             | Rooms-Katholieke Kerk   | Rooms-Katholieke Kerk; Onbevlekt Hart van Maria                 | 2022 aan eredienst onttrokken                            | 1954; architect: Jacq Grubben; 2007 Gereformeerde Kerk (De Brug) |      |
| Sint-Josephkerk                           | Kerkplein 1                                          | Hout-Blerick, Blerick        | Rooms-Katholieke Kerk   | Rooms-Katholieke Kerk; Jozef van Nazareth                       | In gebruik                                               | 1933-19334; architect: A.J. Rats & Frans Stoks; 1938 verheven tot parochiekerk |      |
| Petrus en Pauluskerk                      | Gubbelsplein 1                                       | Centrum, Arcen               | Rooms-Katholieke Kerk   | Rooms-Katholieke Kerk; Petrus en Paulus (apostel)               | Rijksmonument 8263                                       | 15e eeuw/1958; architect: Hendrik Willem Valk (1958); oude kerk in Tweede Wereldoorlog verwoest                                                                                   |      |
| Sint-Antoniuskerk of Antonius Abtkerk     | Kapelstraat 15                                       | Centrum, Lomm                | Rooms-Katholieke Kerk   | Rooms-Katholieke Kerk; Antonius van Egypte                      | Rijksmonument 8274                                       | 16e eeuw; architect: Caspar Franssen (1881) & Frans Stoks (1937); pelgrimplek |      |
| Sint-Andreaskerk                          | Markt 22                                             | Centrum, Velden              | Rooms-Katholieke Kerk   | Rooms-Katholieke kerk; Andreas (apostel)                        | Rijksmonument 8275                                       | 1300/1933; architect: Jules Kayser (1933); 1933 gesloopt en nieuwbouw, 1944 verwoest en 1955 hersteld                                                                             |      |
| Gereformeerde kerk                        | Monseigneur Nolensplein 45                           | Q4, Venlo                    | Protestantisme          | Gereformeerde Kerk                                              | 1970 gesloopt                                            | 1911; architect: Tjeerd Kuipers; Eerste Gereformeerde Kerk in Nederlands-Limburg                                                                                                  |      |
| Eben Haëzer                               | Albatrosstraat 15                                    | Wijlrehof, Venlo             | Evangelisch christendom | Molukse gemeenschap, Eben-Haëzer                                | 2009 opgericht                                           | 2009; architect: onbekend |      |
| Nieuw Apostolische Kerk                   | Hogeweg 297                                          | Meeuwbeemd, Venlo            | Nieuw-Apostolische Kerk | Nieuw-Apostolische Kerk; Orthodox-chilastisch                   | In gebruik                                               | jaren 60; architect: onbekend; kerkgebouw zonder toren |      |
| Don Boscokerk                             | Johannes Boscostraat 20                              | Leutherberg, Venlo           | Rooms-Katholieke Kerk   | Rooms-Katholieke kerk; Johannes Bosco                           | 2016 aan eredienst onttrokken                            | 1955-1957; architect: Frans Stoks & A.J. Rats; basilicale kerk |      |
| Sint-Jozefkerk                            | Maagdenbergweg 21                                    | Leutherberg, Venlo           | Rooms-Katholieke Kerk   | Rooms-Katholieke Kerk; Franciscanen                             | 2012 aan eredienst onttrokken                            | 1921; architect: H. Rijven; centrale apsis geflankeerd door twee kleinere apsiden                                                                                                 |      |
| Sint-Urbanuskerk                          | Kerkstraat 21                                        | Centrum, Belfeld             | Rooms-Katholieke Kerk   | Rooms-Katholieke Kerk; Paus Urbanus I                           | In gebruik                                               | 1558/1839/1912/1951; architect: Caspar Franssen (1912), S. Dings (1951); basilicakerk                                                                                             |      |
| Gereformeerde Kerk Vrijgemaakt De Brug    | Buys Ballotstraat 10                                 | 't Ven, Venlo                | Protestantisme          | Gereformeerden                                                  | In gebruik                                               | 2007; architect: onbekend; in bijgebouw van voormalige Groethof |      |
| Synagoge                                  | Maasschriksel 20                                     | Q4, Venlo                    | Jodendom                | Jodendom/Israëlitisch                                           | Gesloopt                                                 | 1865; architect: onbekend; tijdens bombardement zwaar beschadigd, 1965 definitief niet meer opgebouwd                                                                             |      |
| Moskee                                    | Roermondsestraat 55                                  | Sinselveld, Venlo            | Islam                   | Islam                                                           |                                                          | |      |
| Al Houda Moskee                           | Tegelseweg 65                                        | Hagerhof, Venlo              | Islam                   | Marokkaanse gemeenschap;                                        | In gebruik                                               | 1980/2005; architect: onbekend; voorlopig nog geen minaret |      |
| Tevhit Moskee                             | Hagerhofweg                                          | Hagerhof, Venlo              | Islam                   | Turkse gemeenschap; het geloof in de eenheid van Allah          | In gebruik                                               | 1984 (Valuasstraat)/2019 (nieuwbouw); architect: Frans Engels; andere geloofsovertuigingen eveneens welkom                                                                        |      |
| Volle Evangelie Gemeente                  | Vossenerlaan 80                                      | Vossener, Blerick            | Protestantisme          | Pinksterbeweging                                                | In gebruik                                               | |      |
| Witte Kerk (Venlo)                        | Agnes Huijnstraat 3                                  | Genooi, Venlo                | Rooms-Katholieke Kerk   | Rooms-Katholieke Kerk                                           | Gemeenschapshuis                                         | 1949; architect: Jules Kayser; 1961 sportzaal, jaren 70 gemeenschapshuis |      |
| Kapel van Onze-Lieve-Vrouw van Genooi     | Genooyerweg 58                                       | Genooi, Venlo                | Rooms-Katholieke Kerk   | Rooms-Katholieke Kerk                                           | Rijksmonument 37208                                      | 1423; architect: onbekend; kapel ligt aan het Pieterpad |      |
| Koninkrijkszaal                           | Baarlosestraat 115                                   | Centrum, Blerick             | Adventisme              | Jehova's Getuigen                                               | In gebruik                                               | |      |
| Pg Sion                                   | Vossenerlaan 84                                      | Vossener, Blerick            | Evangelisme             | Pinksterbeweging                                                | in gebruik                                               | 1998; architect: onbekend |      |
| Bijbelgemeente Venlo                      | Sint-Sebastianusstraat 2                             | Nieuw-Steyl, steyl           | Evangelisme             | Baptisme                                                        | In gebruik                                               | 1985; |      |